# Nescio

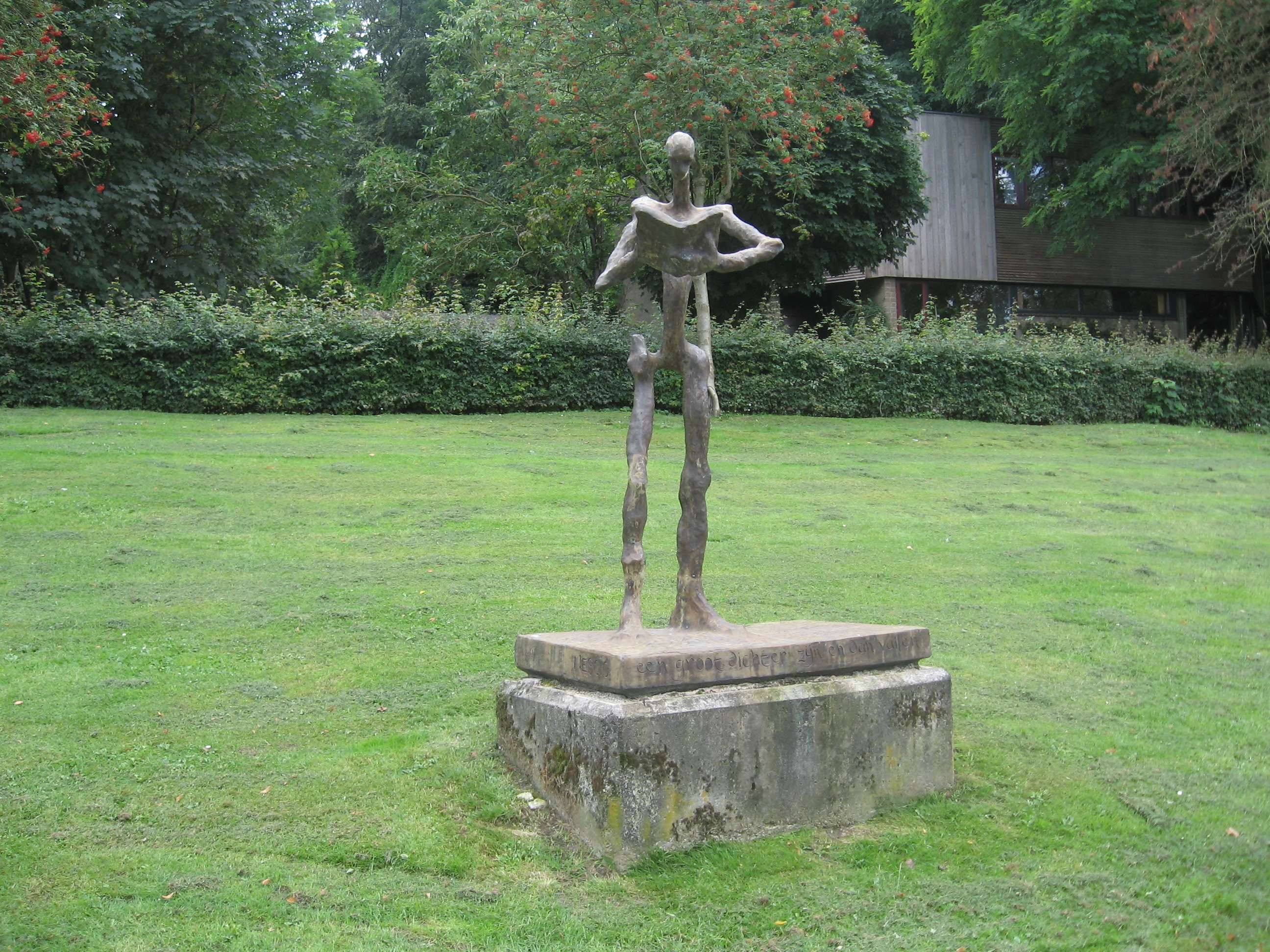
De lezende Nescio aan de Rijksstraatweg te Ubbergen (Ronald Tolman, 1991)

Jan Hendrik Frederik Grönloh (Amsterdam, 22 juni 1882 – Hilversum, 25 juli 1961), pseudoniem Nescio (Latijn voor "Ik weet (het) niet"), was een Nederlandse schrijver van neoromantische verhalen in een deels op Multatuli geïnspireerde stijl. Zijn bekendste titels zijn de drie novellen De uitvreter (1911), Titaantjes (1915) en Dichtertje (1918).

## Levensbeschrijving
Jan Hendrik Frederik Grönloh werd op 22 juni 1882 in de Amsterdamse Reguliersbreestraat 49 geboren als oudste van vier kinderen van een eveneens Jan Hendrik Frederik Grönloh (1856-1928) genaamde winkelier en smid en Martha Maria van der Reijden (1856-1935). Zijn roepnaam was Frits. Na zijn geboorte verhuisde het gezin naar Amsterdam-Oost, waar hij vanaf februari 1888 de openbare lagere school in de 1ste Van Swindenstraat bezocht en in 1894 naar de driejarige HBS ging aan de Mauritskade te Amsterdam. Van 1897 tot 1899 zat hij op de Openbare Handelsschool aan de Keizersgracht. Vanaf 1899 vervulde hij verschillende kantoorbaantjes, om te beginnen bij de Twentsche Bontweverij in Hengelo, waar hij het drie maanden uithield. De aanzet tot een nooit voltooide roman "De voetreiziger" wordt aan deze periode gelinkt.
Later werkte hij nog een jaar in Oldenzaal en twee jaar in Rheine bij Münster. In 1904 trad hij in dienst van de exportfirma Holland-Bombay Trading Company, en in de jaren daarna klom hij daar op tot directeur.
Van 1901 tot 1903 was hij betrokken bij de idealistische kolonie Tames, die hij met een aantal vrienden had opgericht in de buurt van Huizen. Dit was in navolging van de kolonie Walden, opgericht door Frederik van Eeden. Nescio was lid van de SDAP. Hij was dus duidelijk een idealist, al had hij zich in het dagelijks leven neergelegd bij de plichten van de moderne maatschappij.
De onbereikbaarheid van idealen was een belangrijk thema in zijn literaire werk. De vrienden van de Tames stonden model voor Bavink, Bekker en Kees Ploeger, die in het werk Titaantjes van Nescio een grote rol spelen.
In 1906 trouwde hij met Aagje Tiket (1883-1974). Het echtpaar kreeg vier dochters. Ze woonden eerst op de Ringkade, die later Transvaalkade ging heten, maar verhuisden verschillende keren binnen Amsterdam; naar de Laanweg in Noord, de Middenweg en het Linnaeushof in Oost. Nescio verbleef ook enige tijd aan de Achterweg 22 in Groet.
In zijn werk vormt Amsterdam meestal het decor. Nescio kon zich nogal opwinden over de veranderingen in de stad. In het emotioneel geladen slot van De uitvreter wordt in een bijzin nog stelling genomen: "Den winter bracht ik in Amsterdam door, waar ze druk bezig geweest waren, mooie huizen af te breken en er leelijke voor in de plaats te zetten, al tobbende." Behalve de stad Amsterdam speelt ook het platteland rondom de hoofdstad en rondom Nijmegen een zeer belangrijke rol in Nescio's werk. Zijn beschrijvingen van het weer, de natuur en het landschap van dit gebied vormen een belangrijk deel van zijn literaire nalatenschap.
Nescio overleed op 79-jarige leeftijd in ziekenhuis Zonnestraal te Hilversum en werd begraven op begraafplaats De Nieuwe Ooster in Amsterdam. Hoewel hij in 1954 de Marianne Philipsprijs ontving, volgde pas na zijn dood werkelijke erkenning voor zijn belangrijke bijdrage aan de Nederlandse literatuur.

## Werk

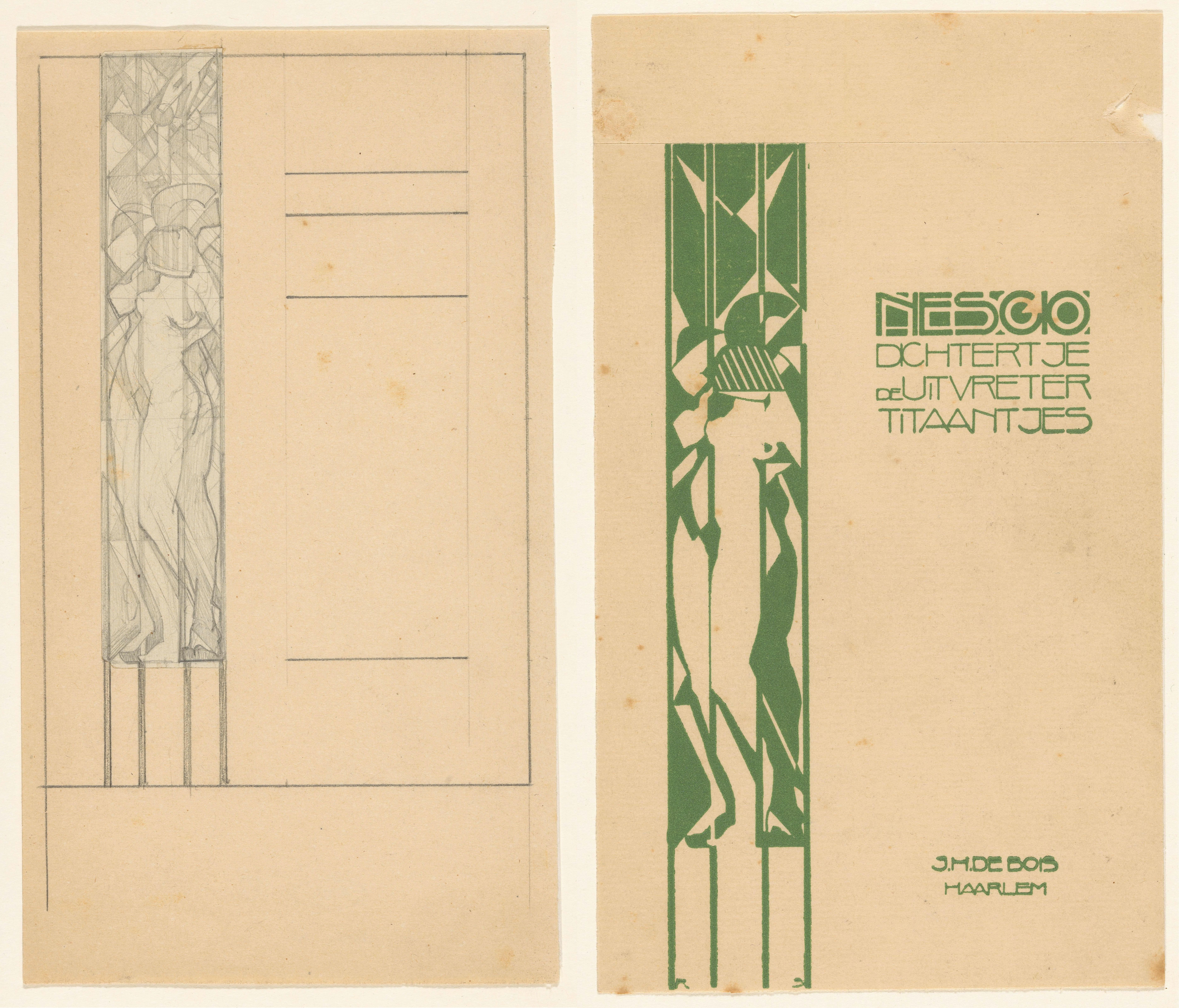
Reijer Stolk, ontwerpschets en proefdruk band Dichtertje, De uitvreter, Titaantjes (1918)

Nescio debuteerde in januari 1911 met het verhaal De uitvreter in het literaire tijdschrift De Gids. Het tijdschrift wees een tweede verhaal, Titaantjes, af vanwege de uitbarstingen waarin God ter sprake kwam. Nadat redacteur J.N. van Hall voorstelde om in plaats van het woord God in de afsluitende passage maar de naam Zeus af te drukken, had Nescio er genoeg van. In 1915 verscheen Titaantjes, zijn tweede verhaal, in Groot Nederland. Samen met een derde verhaal, Dichtertje, werden ze in 1918 als boek uitgebracht bij de kunsthandelaar J.H. de Bois, uitgever van de Haarlemsche kunstboekjes, met een omslagontwerp door Reijer Stolk. De oplage van 500 verkocht langzaam, vermoedelijk niet alleen vanwege de hoge prijs en het gebrek aan belangstelling dat het publiek had voor novellen, maar ook vanwege de originele stijl en de vrijpostigheid. Een tweede druk verscheen in 1933, een derde in 1947 en de vierde druk uit 1956 werd vermeerderd met het verhaal Mene tekel uit 1946.
Door de overeenkomst in stof en sfeer horen deze verhalen bij elkaar, al vormt elk een afgeronde eenheid. Het gaat steeds om een jonge vriendengroep van onpraktische artistiekelingen, die achteraf worden geportretteerd met de nostalgie die toegenomen mensenkennis en levenservaring meebrengt, zonder dat aan dat latere gezichtspunt grotere wijsheid of anderszins superioriteit wordt toegekend.
In die tweede druk, uitgegeven bij uitgeverij J.H. de Bois te Haarlem, onthulde Nescio zijn naam J.H.F. Grönloh, in het voorbericht:
VOORBERICHT BIJ DEN TWEEDEN DRUK
In `Vermomde Nederlandsche en Vlaamsche schrijvers', verschenen, ik meen
in 1928, wordt mijn werk abusievelijk toegeschreven aan een ander. Ik heb 
mij daardoor min of meer gedwongen gevoeld, bij dezen tweeden druk mijn
naam te publiceeren. Amsterdam, 22 Juli 1933           J.H.F. GRÖNLOH
Dit alles naar aanleiding van het boek: Vermomde Nederlandsche en Vlaamsche schrijvers, Aefke de Kempenaer, (1883-1973), 1928, uitgever: Leiden, A.W. Sijthoff.

### De uitvreter
In het verhaal De uitvreter staat Japi centraal ("Zijn achternaam heb ik nooit geweten"). Japi heeft slechts één ideaal en wel dat van de volmaakte bohemien te zijn. Hij wil niet eens een kunstenaar zijn. "Ik ben Goddank helemaal niks", aldus Japi. Via schilder Bavink komt hij in contact met Koekebakker, ook wel bekend als Erik de Man, de ik-persoon van het boek. Japi staat al snel te boek als een profiteur, "die je sigaren oprookte" en "paraplu's leende die hij nooit terugbracht". Vandaar zijn bijnaam: de uitvreter.
Japi, Bavink (die een niet-succesvol schilder is) en Koekebakker, een journalist, verzetten zich tegen de maatschappij, waarin mensen worden uitgebuit en zij zweren langzaam maar zeker het werken af. Van hun idealen komt echter niets: Koekebakker blijft werkzaam bij zijn kantoortje en verdient daar een aardig salaris, maar verliest wel al zijn idealen. Bavink wordt een steeds tragischer figuur, die Japi op een voetstuk zet maar zelf "mal" wordt. Japi zelf weet zich ook geen blijf. Hij trekt naar Friesland, België en Frankrijk, maar vindt nergens de betekenis en bevestiging die hij zoekt. Als zijn onbereikbare liefde Jeanne sterft en hij geen ideaal meer te verwezenlijken ziet, trekt hij naar Nijmegen. Het slot van De Uitvreter:
Op een zomermorgen rond half vijf, toen de zon prachtig opkwam, is hij van de Waalbrug gestapt. De wachter kreeg hem te laat in de gaten. "Maak je niet druk, ouwe jongen," had Japi gezegd en toen was hij er afgestapt met zijn gezicht naar het Noord-Oosten. Springen kon je het niet noemen, had de man gezegd, hij was er afgestapt.
Op zijn kamer vonden ze een stok die aan Bavink had gehoord en aan de muur zes briefjes met G.v.d. erop en een met 'Ziezoo'.
De rivier is sedert naar het Westen blijven stromen en de menschen zijn blijven voorttobben. Ook de zon komt nog op en iederen avond krijgen Japi zijn oude lui het Nieuws van den Dag nog.

Zijn reis naar Friesland is altijd onopgehelderd gebleven.

#### Wonderlijke kerel
De bekendste zin van Nescio is de zin waarmee De uitvreter begint:
Behalve den man, die de Sarphatistraat de mooiste plek van Europa vond, heb ik nooit een wonderlijker kerel gekend dan den uitvreter.
In 1961, precies een halve eeuw na de eerste publicatie van het verhaal, werd ontdekt wie de man was die de Sarphatistraat de mooiste van Europa vond. De schrijver en Walden-oprichter Frederik van Eeden beschreef de Sarphatistraat als een voorbeeld van negentiende-eeuwse wansmaak, al dacht hij daar ooit anders over: "Als den dag van gisteren heugt het mij hoe ik de Sarphatistraat de mooiste straat van Amsterdam vond." Van Eeden schreef dit in een recensie van Lodewijk van Deyssel, Een liefde, die in april 1888 in De Nieuwe Gids was verschenen. Nescio heeft alleen van Amsterdam Europa gemaakt.
De eerste komma in de openingszin komt in Nescio's manuscript niet voor. Die fout is pas opgetreden nadat het manuscript op de redactie van De Gids was aangekomen. Een andere fout staat nog consequent in De Uitvreter. Japi's favoriete liedje zou over de Nancy Brick gaan. Dat was een verschrijving. Er had Nancy Brig moeten staan. Het liedje van Plumpton, op tekst van W.S. Gilbert, ging over een brig (brigantijn) die schipbreuk leed, waarna de bemanning kannibalistisch werd. Deze shop song was een persiflage op de geschiedenis van het vlot van de Medusa. Volgens Nescio-kenner Enno Endt was het Grönlohs favoriete liedje.
Over wie Japi (de uitvreter) zelf zou zijn geweest, bestond lang onzekerheid. Grönloh wilde er weinig over kwijt en beweerde dat de figuur niet op een bestaand persoon was geënt. In twee teruggevonden brieven uit 1908 blijkt dat het gedrag van de schrijver zelf, tijdens zijn bezoek aan Zeeland en met name Veere, veel overeenkomsten vertoont met dat van Japi.

### Titaantjes
De bekende openingszin van Titaantjes luidt:
Jongens waren we — maar aardige jongens. Al zeg ik 't zelf.
In Titaantjes blikt Koekebakker terug op de tijd dat hij en zijn vrienden idealen hadden en vertelt hij hoe het hen is vergaan. Bavink schildert een meesterwerk en snijdt dit vervolgens aan reepjes als hij ontdekt dat hij door dit schilderij in feite heeft bereikt wat hij altijd al had afgezworen, namelijk een succesvol en rijk man worden en hij komt in een gesticht terecht. De rest van zijn vriendengroep heeft zich aangepast aan de maatschappij die ze ooit afzwoeren. Aan het eind van het verhaal gaat het alleen Koekebakker voor de wind. Hij wordt een succesvol journalist en verdient daarmee een goed belegde boterham. In feite kunnen zijn idealen hem niet meer zo schelen. Hoewel Titaantjes het vervolg is op de De uitvreter en voor een groot deel over dezelfde personages gaat, wordt er niet naar Japi (de uitvreter) verwezen.
Het boek heeft als moraal dat ieder mens zich uiteindelijk ten koste van zijn idealen aanpast aan de maatschappij en, ondanks zelfs de grootste walging van maatschappelijke eisen, hij daar toch altijd aan toegeeft, of hij wil of niet. De twee werken zijn dan ook een groot protest tegen de maatschappij, maar geven ook de tweestrijd weer tussen Nescio (de schrijver) en Grönloh (directeur van de Holland-Bombay Trading Company), die in een en dezelfde persoon wordt uitgevochten. Dit thema vinden wij ook terug in de boeken van Willem Elsschot, die deze tegenstelling schrijver-zakenman in zijn Laarmans-Boorman boeken laat terugkomen. Nescio en Elsschot worden mede hierom vaak met elkaar vergeleken.

### Dichtertje
De novelle Dichtertje uit 1918 behandelt op ironische en ontluisterende wijze het als burgerlijk bestempelde huwelijk, gekoppeld aan de tegenstelling dichter-burger. Bekende Nescio-themata als de tegenstelling tussen verlangen en plichten, de strijd tussen "droom en daad" (in bewoordingen van Elsschot) en de uiteindelijke teleurstelling komen in dit verhaal op een andere wijze terug. Hoofdpersoon van het verhaal is de kantoorbediende Eduard ("Ee"), die in stilte het verlangen koestert een artiest te worden. "Een groot dichter zijn en dan te vallen". Zoals bij Nescio te verwachten, loopt het niet erg goed af. Edu schrijft zijn meesterwerk en wordt daarna krankzinnig (vergelijk het tragische lot van Bavink in Titaantjes).
Tijdens het schrijven hielp Nescio's vrouw hem als corrector. Zij las dus al zijn manuscripten. De teksten van Dichtertje waren, begrijpelijk, voor haar niet al te plezierig om te lezen. In Dichtertje speelt Nescio op de hierdoor ontstane huiselijke twist in, aan het begin van hoofdstuk zes:
Voor ik verder ga wil ik even vertellen dat ook mijn manuscripten door mijn vrouw worden overgeschreven en dat ze de poëzie in dit verhaal niet begrijpt. (…) Gek, in andere verhalen vindt ze zulke dingen niet zoo erg. 'k Denk dat 't komt doordat ik dit geschreven heb. Ze moet toch den auteur weten te onderscheiden van meneer Nescio, maar dat gaat haar te hoog. De situatie is voor mij pijnlijk, mijn huiselijk geluk is ietwat gestoord, toch ga ik door.

### Mene Tekel
Aan het bundeltje De Uitvreter, Titaantjes, Dichtertje werd bij de vierde druk ervan ook Mene Tekel toegevoegd. Dit Mene Tekel bestaat uit een aantal schetsen en korte verhaaltjes die eerder los van de andere verhalen werden gepubliceerd in 1946. Beroemde schetsen uit dit werkje zijn, behalve het titelverhaal Mene Tekel vooral Buiten-IJ en Pleziertrein. De opening van Mene Tekel toont beide karakteristieken van het werk van Nescio: de eerste alinea bevat een uitgebreide omschrijving van een zonsondergang op het platteland. Nescio's bevlogen proza wordt in de tweede alinea komisch-ruw onderbroken door Bavink: "Toen zei Bavink: 'Ik word een beroemd man,' zooals een ander zou zeggen: 'Ze hebben me een dubbeltje te veel afgezet' en we voelden ons bekocht, alle drie, Bavink, Bekker en ik." De titel Mene Tekel is een verwijzing naar Mene mene tekel ufarsin, het "teken aan de wand" tijdens het feest van Belsazar (Daniël 5).
Nescio blijkt — waarschijnlijk evenzeer als zijn lezers — gehecht te zijn aan deze Titaantjes. In veel van zijn latere verhalen komen zij terug, deze levenslustige idealisten, die de hemel wel zouden bestormen en de wereld anders zouden maken - tot ook zij bedroefd zich bij hun lot neerlegden en gewone "mannetjes" werden.

## Schrijfstijl
Nescio's stijl is precies en origineel, met weinig versiering maar juist veel understatement. Knuvelder omschrijft hem als een "onderkoeld of ironisch neoromanticus" die de indruk wil wekken "een ongeëmotioneerd, bijna nuchter verteller te zijn" en aldus met minimale middelen maximale effecten bereikt.

## Thematiek
Het essentieel gegeven in Nescio's oeuvre omschrijft literatuurhistoricus Gerard Knuvelder als de "queeste naar de zichtbare en zich dan weer verbergende God", welke God zich in de visie van de verteller vooral openbaart in de natuur en in de vrouw. Nescio ziet God met name in de onvergankelijke manifestaties van de natuur: de zon en stromend water. Nescio's personages observeren de onvergankelijke schoonheid der natuur, die met name de schilders overweldigt, omdat zij zich voor de hopeloze taak gesteld zien dit "teken van het goddelijke" over te brengen op het doek. Sommigen leggen zich neer bij de ondoorgrondelijkheid van het mysterie, anderen gaan ten onder aan hun hoge roeping, hetzij op tragische wijze hetzij door het aangaan van compromissen die uitmonden in burgerlijkheid en materialisme. Bij de meesten blijft de herinnering aan hun jeugdig idealisme bestaan en daarmee iets van hun titanengestalte.

## Waarderingsgeschiedenis
De drie verhalen Dichtertje, De uitvreter en Titaantjes verschijnen in 1918 in één band, bij de Haarlemse kunsthandelaar J.H. de Bois in een oplage van 500 exemplaren. Tien jaar later bleken van deze oplage maar 300 exemplaren te zijn verkocht. Desondanks komt er in 1933 een herdruk. In 1947 verscheen de derde druk, met de verhalen in hun bekende, chronologische volgorde: De Uitvreter, Titaantjes, Dichtertje. Vanaf 1956, de vierde druk, werd het verhaal Mene Tekel aan deze bundel toegevoegd. Lange tijd zijn dit de enige verhalen geweest die van Nescio verkrijgbaar waren.
Pas in de loop van de jaren dertig komt er iets meer aandacht voor zijn werk. Knuvelder ziet in de herdruk van 1933 een aanwijzing dat de nieuwe opvattingen van de literatoren rond het tijdschrift Forum school beginnen te maken. Ook na de oorlog groeit de waardering voor Nescio's werk gestaag: in 1954 ontvangt hij de Marianne Philipsprijs en vlak voor zijn dood verschijnt - mede op aandrang van vrienden - de bundel Boven het dal en andere verhalen (1961). Die 'andere' verhalen waren door zijn vrouw en vrienden gekozen uit het vele ongepubliceerde werk uit zijn jeugd. Nieuw in dit boek is Nescio's inleiding, waarin hij zijn visie op het schrijverschap geeft en commentaar levert op zijn eigen werk. Hij eindigt met de woorden: "En dan heb ik hiermee mijn litteraire nalatenschap verzorgd, alsof ik inderdaad overleden was."
Vooral in de jaren zeventig ziet Knuvelder de belangstelling voor Nescio toenemen, naar zijn oordeel omdat toen Nescio's afkeer van prestatiedwang en aantasting van de natuur, alsmede zijn interesse in oosterse religies en denkwijzen door velen werden gedeeld, waardoor hij een verwante geest lijkt.
Sindsdien is de waardering van zijn werk sterk gestegen. Tegenwoordig wordt het beschouwd als een van de belangrijkste oeuvres van de Nederlandse literatuur, al is het oeuvre erg klein. Hij wordt door velen dan ook gezien als een van de meest invloedrijke schrijvers uit de Nederlandse literatuurgeschiedenis. Dichtertje, De uitvreter en Titaantjes werden in 2007 gekozen in de lijst van beste Nederlandstalige boeken. Latere grootheden als Gerard Reve en Willem Frederik Hermans hebben Nescio vaak genoemd als een voorbeeld en inspiratiebron; de stijl die Nescio hanteerde heeft zeer veel navolging gekend, tot op de dag van vandaag.
Kenmerkend voor de stijl van Nescio is de zakelijke, "gewone" woordkeuze. Nescio's stijl was allesbehalve hoogdravend en was in zijn tijd zeer afwijkend. De "volkse" stijl was dan ook een reden van de zeer beperkte waardering die Nescio in zijn tijd kreeg; zijn zinnen die vol stonden met "datti" (= dat hij) en andere spreektalige elementen voldeden niet aan de verwachtingen die men destijds van literatuur had. Latere literatoren waarderen juist dit "normale" aan Nescio: "Nescio schreef, nadat er tientallen jaren hoogdravende onzin over de Nederlandse lezer was uitgestort, als een gewoon mens", schreef bewonderaar Gerard Reve.
Ook de thematiek van het werk van Nescio en zijn uitlatingen over God werden in zijn tijd als choquerend ervaren. "Ze gooien alle conventies overboord en lachen met wat voor velen heilig is", schreef een recensent in 1918 over de verhalen van Nescio. Vanaf de jaren zestig verandert deze houding totaal en wordt Nescio ook door het grote publiek omarmd. Eerder al, in de jaren dertig, werd Nescio als een groot schrijver erkend door Menno ter Braak en andere leden van het tijdschrift Forum, dat destijds toonaangevend was in de Nederlandse letteren.

## Bibliografie

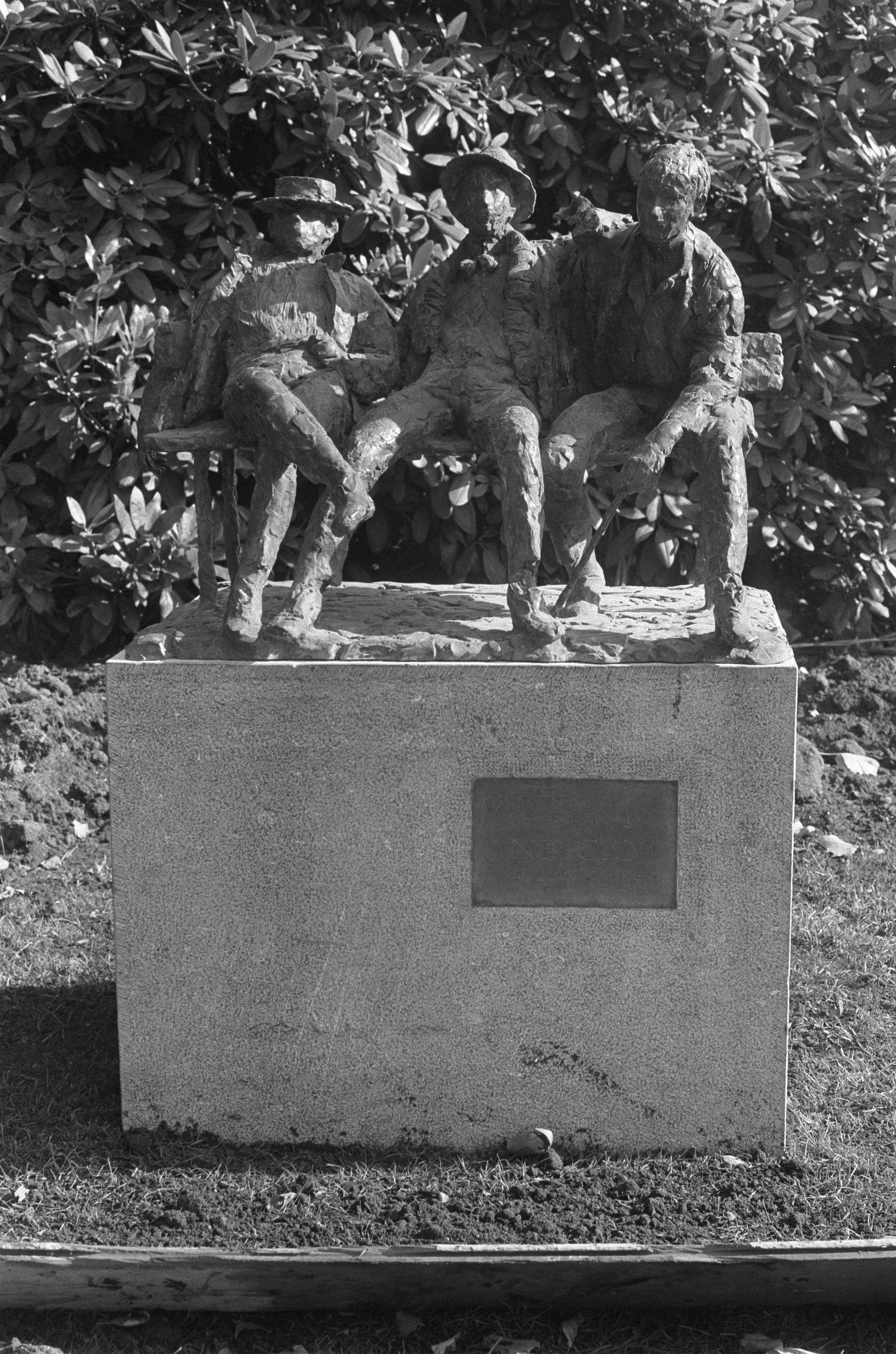
Titaantjes (beeld van Hans Bayens in Amsterdam)

### Postuum
- 1962 - Heimwee, en andere fragmenten
- 1971 - De X geboden
- 1996 - Natuurdagboek
- 2010 - Nescio, Brieven uit Veere

## Eerbetonen

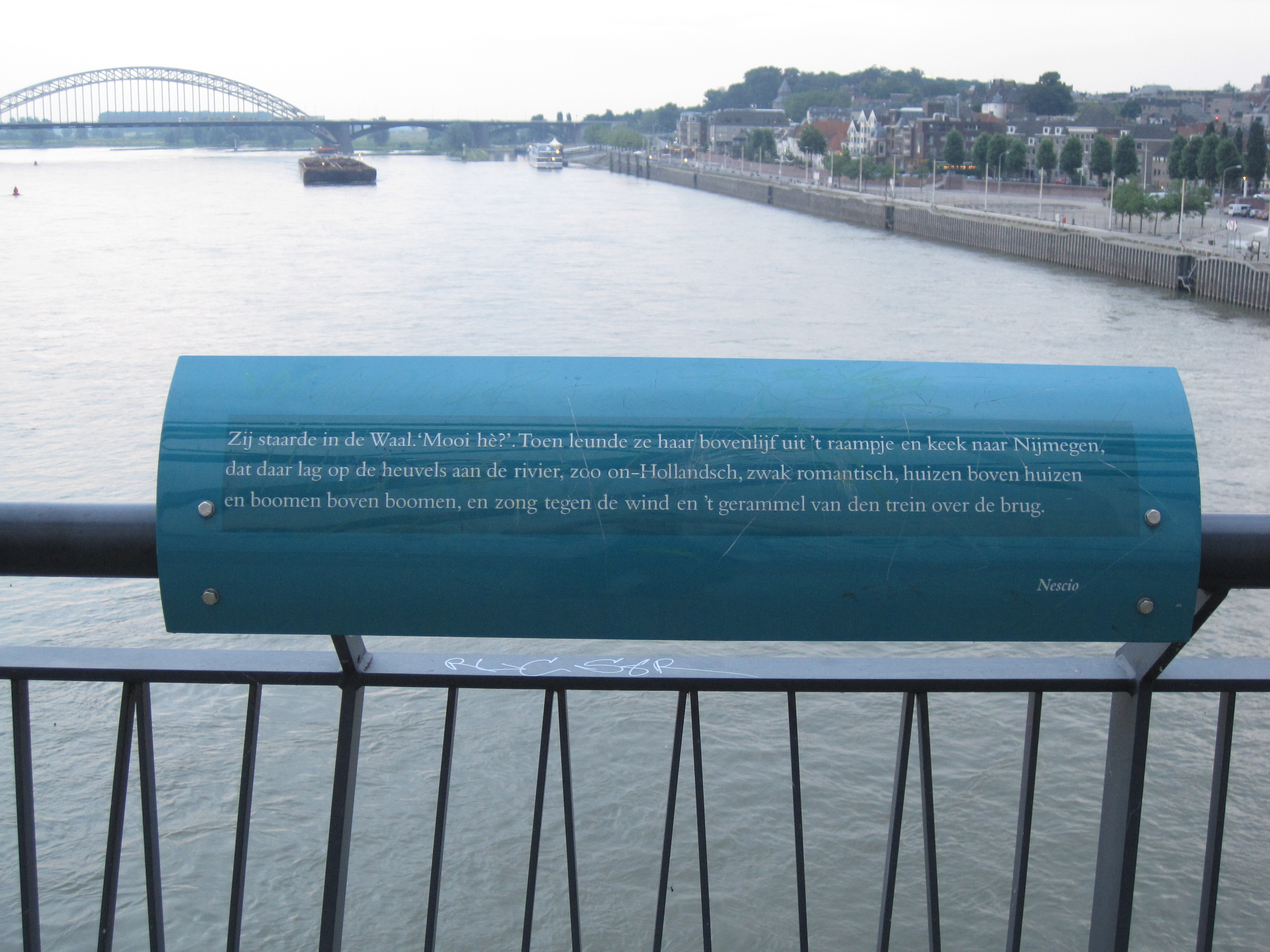
Citaat Nescio op Spoorbrug Nijmegen

Hans Bayens maakte van 1969-1971 De Titaantjes, een beeld geplaatst in het Amsterdamse Oosterpark.
De Nederlandse popgroep Nits bracht in 1983 de plaat Nescio uit, als eerbetoon aan de schrijver. Het nummer werd een hit en is nog steeds — ook over de grens — een van de bekendste songs van deze Amsterdamse band. Het lied gaat over Japi (de Uitvreter) en gaat door waar het eigenlijke verhaal eindigde: wat gebeurde er met Japi nadat hij van de brug bij Nijmegen stapte?
In 2007 werd in Beek-Ubbergen een nieuwe straat vernoemd naar Nescio. De Nesciostraat bevindt zich tussen de Potgieterstraat en de Vondelstraat. De oostelijke omgeving van Nijmegen is een belangrijke bron van inspiratie geweest voor het werk van Nescio. Bron: 2006, Bert Vanheste, Nescio in Nijmegen, ISBN 90-73202-66-3.
In 2005 werd in Amsterdam een voetgangers- en fietsersbrug naar Nescio genoemd, de Nesciobrug. De naam is gekozen omdat de brug de verbinding vormt tussen de stad en de Diemerzeedijk, de dijk waarlangs Nescio en zijn Titaantjes lange wandelingen maakten, waarvan hij verhaalde (1918), aldus de Diemerzeedijk een plaats gevend in het collectieve literaire geheugen.
Op het gebouw Sarphatistraat 252-366 werd in 2008 een reliëf van Da van Daalen geplaatst met portret en citaat.
In Groningen bestaat een Nesciopad, een fietspad waar geen enkel huis aan staat en dat daarom geen postcode heeft. In Zoetermeer heet een straat Nesciohove. Nijmegen en Haarlem hebben een Nesciostraat. In Haren (bij Groningen) is een Nesciolaan. En in Naarden, Arnhem en Culemborg is een Nesciohof. De laatste ligt in de experimentele woonwijk Lanxmeer. Almere beschikt in de nieuwe Literatuurwijk over een Nescioplantsoen. In Leiden is er een Nesciokade. In Loenersloot is er een Nesciolaantje wat uitkijkt over de weilanden en het Amsterdam-Rijnkanaal richting Vreeland.
Linnaeusstraat 7-11, Amsterdam draagt een tekst van Nescio in de typografie van Ootje Oxenaar.

## Literatuur

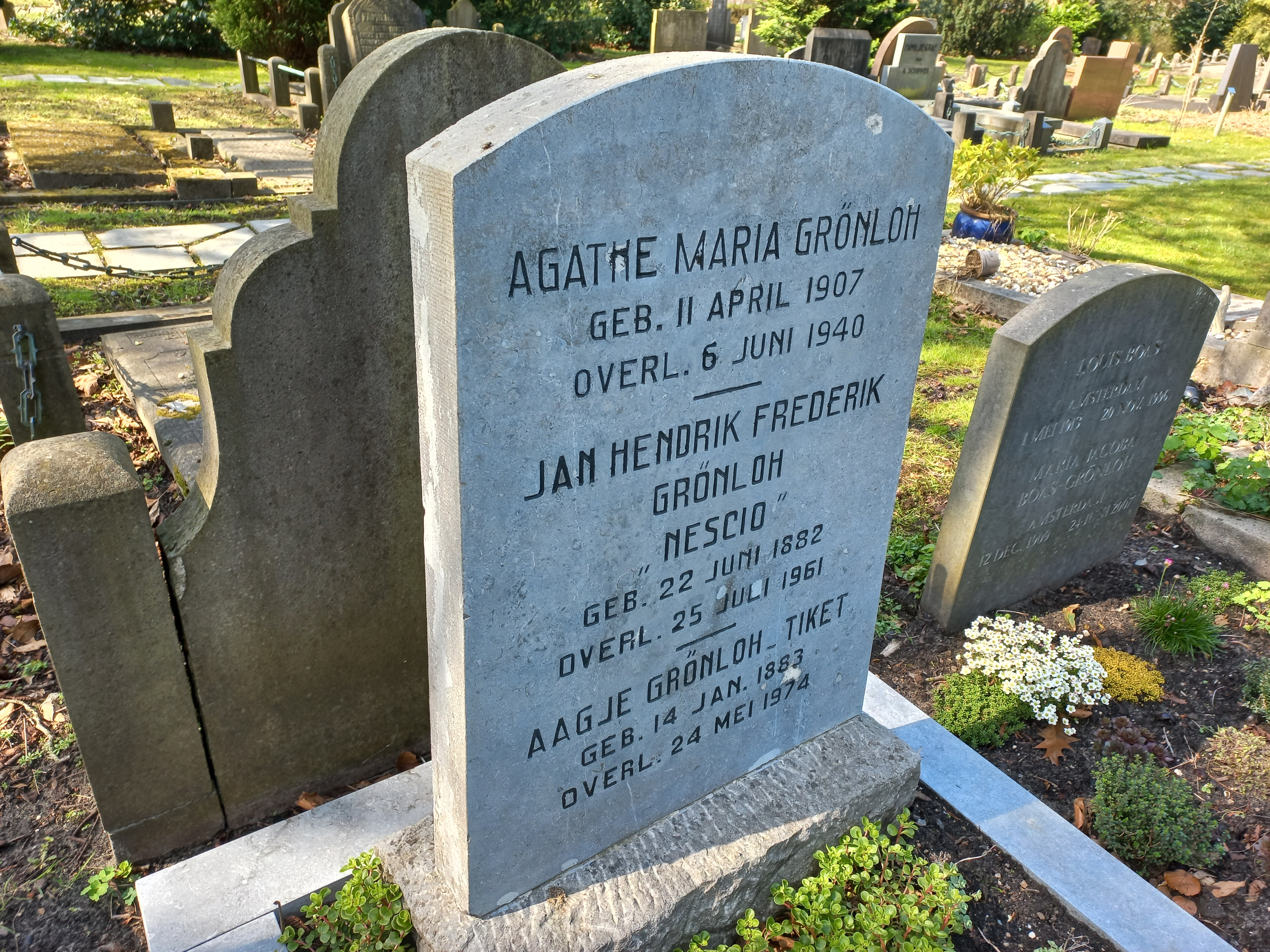
Grafsteen Nescio op Nieuwe Ooster (april 2022)

## Verklarende noten
1. ↑  Een kennelijke toespeling op de term nomen nescio, in de literatuur gebruikt als de auteur van een geciteerd werk onbekend is.

## Verwijzende noten
1. ↑  Lieneke Frerichs: Nescio. Leven en werk van J. H.F. Grönloh.
2. ↑  Raadselachtige schrijver nescio woonde en werkte in twente soms kon ik ze wel op hun bekken slaan. www.tubantia.nl. Geraadpleegd op 19 jun. 2023.
3. 1 2  Frerichs (1986), 205
4. ↑  Stuiveling en Van Bork (1985), 407-408
5. ↑  Aanvraagnummer KB: LHO OD.A 12 NL AAF
6. ↑  Lieneke Frerichs, 'Nawoord', in Lieneke Frerichs (red.), Over Nescio. Beschouwingen en interviews. Uitgeverij BZZTôh, 's-Gravenhage 1982, p. 308.
7. ↑  Geciteerd bij Jan van Houts, Nescio en - Van Eeden, in Frerichs 1982, p. 199.
8. ↑  Van Houts in Frerichs 1982, p. 196.
9. ↑  Stuiveling en Van Bork (1985), p. 407.
10. ↑  Knuvelder (1976), p. 582.
11. ↑  Knuvelder (1976), p. 578.
12. ↑  Knuvelder (1976), p. 579.
13. ↑  Knuvelder (1976), p. 580.
14. 1 2  Knuvelder (1976), p. 577